# Miloševići, Šavnik
Miloševići este un sat din comuna Šavnik, Muntenegru. Conform datelor de la recensământul din 2003, localitatea are 17 locuitori (la recensământul din 1991 erau 27 de locuitori).

## Demografie
În satul Miloševići locuiesc 17 persoane adulte, iar vârsta medie a populației este de 54,1 de ani (50,5 la bărbați și 58,1 la femei). În localitate sunt 7 gospodării, iar numărul mediu de membri în gospodărie este de 2,43.
Această localitate este populată majoritar de sârbi (conform recensământului din 2003).
|  |

| Demografie | Demografie | Demografie |
| An         | Locuitori  | Locuitori  |
| ---------- | ---------- | ---------- |
|            |            |            |
|            |            |            |
|            |            |            |
|            |            |            |
| 1948       | 245        |            |
| 1953       | 247        |            |
| 1961       | 197        |            |
| 1971       | 168        |            |
| 1981       | 142        |            |
| 1991       | 27         | 27         |
| 2003       | 17         | 17         |

| \| Componența etnică conform recensământului din 2003[2] \| Componența etnică conform recensământului din 2003[2] \| Componența etnică conform recensământului din 2003[2] \| Componența etnică conform recensământului din 2003[2] \| Componența etnică conform recensământului din 2003[2] \| \| ----------------------------------------------------- \| ----------------------------------------------------- \| ----------------------------------------------------- \| ----------------------------------------------------- \| ----------------------------------------------------- \| \| \| \| \| \| \| \| Sârbi \| Sârbi \| \| 13 \| 76,47% \| \| Muntenegreni \| Muntenegreni \| \| 3 \| 17,64% \| \| necunoscută \| necunoscută \| \| 0 \| 0% \| |              |  |    |        |
| Componența etnică conform recensământului din 2003 |              |  |    |        |
| |              |  |    |        |
| Sârbi | Sârbi        |  | 13 | 76,47% |
| Muntenegreni | Muntenegreni |  | 3  | 17,64% |
| necunoscută | necunoscută  |  | 0  | 0%     |